# Eddsworld
Eddsworld je britský animovaný seriál vytvořený Eddem Gouldem ve spolupráci s Thomasem Ridgewellem a Matthewsem Hargreavesem. Seriál byl vytvořen animačním programem Adobe Flash. Seriál začal v roce 2004, kdy vyšel na webu Newgrounds pod názvem Edd, v němž vystupovali Edd a Matt. Seriál byl v letech 2006–2016 nahráván na server YouTube, ale seriál je taky tvořen komiksy, které jsou nahrávané především na jejich oficiální stránce.

## Děj
Seriál představuje dobrodružství dříve čtyř, později tří kamarádů Toma, Matta, Edda a Torda. Tord z Eddsworldu odešel, ale zase se do dvou posledních epizod vrátil. Po smrti Edda Goulda se animací ujali Matthews a Thomas. Seriál byl vytvořen v počítačovým animačním programem Adobe Flash.

## Postavy

### Hlavní
- Edd (vytvořen na základě tvůrce série) – Představitel série, který je závislý na Coca-Cole a slanině. Nosí zelenou mikinu a občas je vyobrazen naivně. V roce 2012 Edd Gould zemřel na leukémii.
- Tom (vytvořen na základě Thomase Ridgewella) – Bezvýrazný alkoholik, který má modrou mikinu, černé oči a nesnáší Vánoce. V roce 2016 odešel. Poslední epizoda co daboval je The end.
- Matt (vytvořen na základě Matta Hargreavese) – Domýšlivý zrzek s fialovou mikinou a zeleným kabátem. Je posedlý svým vzhledem a neuklízí si pokoj. Edd s Tomem ho nemají rádi.
- Tord (vytvořen na základě Torda Larssona) – Tord má červenou mikinu. Je to světlovlasý norský komunista který miluje zbraně. V roce 2008 skončil, protože nebyl spokojen s pozorností, kterou mu věnovali fanoušci, což oznámil ve videu nahraném na YouTube krátce po smrti Edda, které posléze smazal. V roce 2016 se vrátil kvůli episodě jménem The End, ale jeho postava byl namluvena Jamie Spicer-Lewisem. Nyní nadále skrývá svoji identitu a Eddsworld fandom stále doufá, že se v roce 2021 vrátí zpět. Také se někteří lidé snaží rozluštit jeho pravou identitu.

### Vedlejší
Vedlejší postavy nejsou na nikom založené, avšak sehrávají v sérií určitou roli.
- Eduardo – Eddův soused, který nosí zelenou knoflíkovanou košili a vždy se snaží být lepší než Edd.
- Jon – Nosí modrou knoflíkovanou košili a barva jeho vlasů je podobná Tomovi.
- Mark – Blonďák s hranatou bradou, který nosí fialový rolák.
- Laurel – Modrovlasá dívka s řasenkou a tmavě fialovou mikinou. Objevila se v „Eddizodě“ a „Movie makers“
- Hellucard – Nosí černé tričko s lebkou a má špinavě blond vlasy. Jeho nejčastější hláška je „Ey Head“.
- Bing – také znám jako Zlý režisér (The evil director). Ma tmace hnědé vlasy a nosí bílou kosili.
- Larry – Nosí černý oblek a má jen jedno oko. Jeho barva vlasů je podobná Hellucardovi.
- Paul – Voják Rudé armády s tlustým obočím. Nosí uniformu a pod ní svetr. Kouří cigarety.
- Patryck the pilot – Voják Rudé armády tmavší barvy kůže. Nosí modrou uniformu a bílé pruhy přes rudý svetr.
- Zanta Claws – Zombie Santa, který vězní pravého Santu a chce zničit Vánoce.

### Ženské verze
Ženské verze Edda a jeho kamarádů se objevily v epizodách Mirror mirror, Casting call a fanouškovské epizodě Best of both worlds. Spekuluje se, že budou hrát roli v příštích epizodách.
- Ell – Ženská verze Edda.
- Tamara – Ženská verze Toma.
- Mathilda – Ženská verze Matta. Má mikinu s krátkým rukávem a krátký kabát. Na hlavě má fialový šátek.
- Tori – Ženská verze Torda. Bohužel je vytvořená fandomem, v seriálu nebo v komiksech se nikdy neukázala (protože Tord odešel).